# Liste des stations du métro de Kyoto
La liste des stations du métro de Kyoto est une liste alphabétique des stations du métro de Kyoto, au Japon. 

## Liste par ordre alphabétique
- Haut – A
- B
- C
- D
- E
- F
- G
- H
- I
- J
- K
- L
- M
- N
- O
- P
- Q
- R
- S
- T
- U
- V
- W
- X
- Y
- Z

### D
- Daigo

### G
- Gojō

### H
- Higashino
- Higashiyama

### I
- Imadegawa
- Ishida

### J
- Jūjō

### K
- Karasuma-Oike
- Keage
- Kitaōji
- Kitayama
- Kokusaikaikan
- Kuinabashi
- Kujō
- Kuramaguchi
- Kyōto Shiyakusho-mae
- Kyoto

### M
- Marutamachi
- Matsugasaki
- Misasagi

### N
- Nagitsuji
- Nijō
- Nijōjō-mae
- Nishiōji Oike

### O
- Ono

### R
- Rokujizō

### S
- Sanjō Keihan
- Shijō

### T
- Takeda

### U
- Uzumasa Tenjingawa

### Y
- Yamashina